# 퍼포먼스 레이팅
퍼포먼스 레이팅(Performance Rating, PR) 시스템은 1990년대 중반 AMD, 사이릭스, IBM 마이크로일렉트로닉스 및 SGS-톰슨이 x86 프로세서를 경쟁 인텔의 프로세서와 비교하는 방법으로 개발한 장점 지표이다. 아이디어는 클럭 속도 외에도 IPC(주기당 처리 횟수)를 고려하여 프로세서가 전체적으로 낮은 IPC로 더 높은 클럭 속도를 가진 인텔 펜티엄과 비교할 수 있도록 하는 것이었다.